# 華仁會電器行

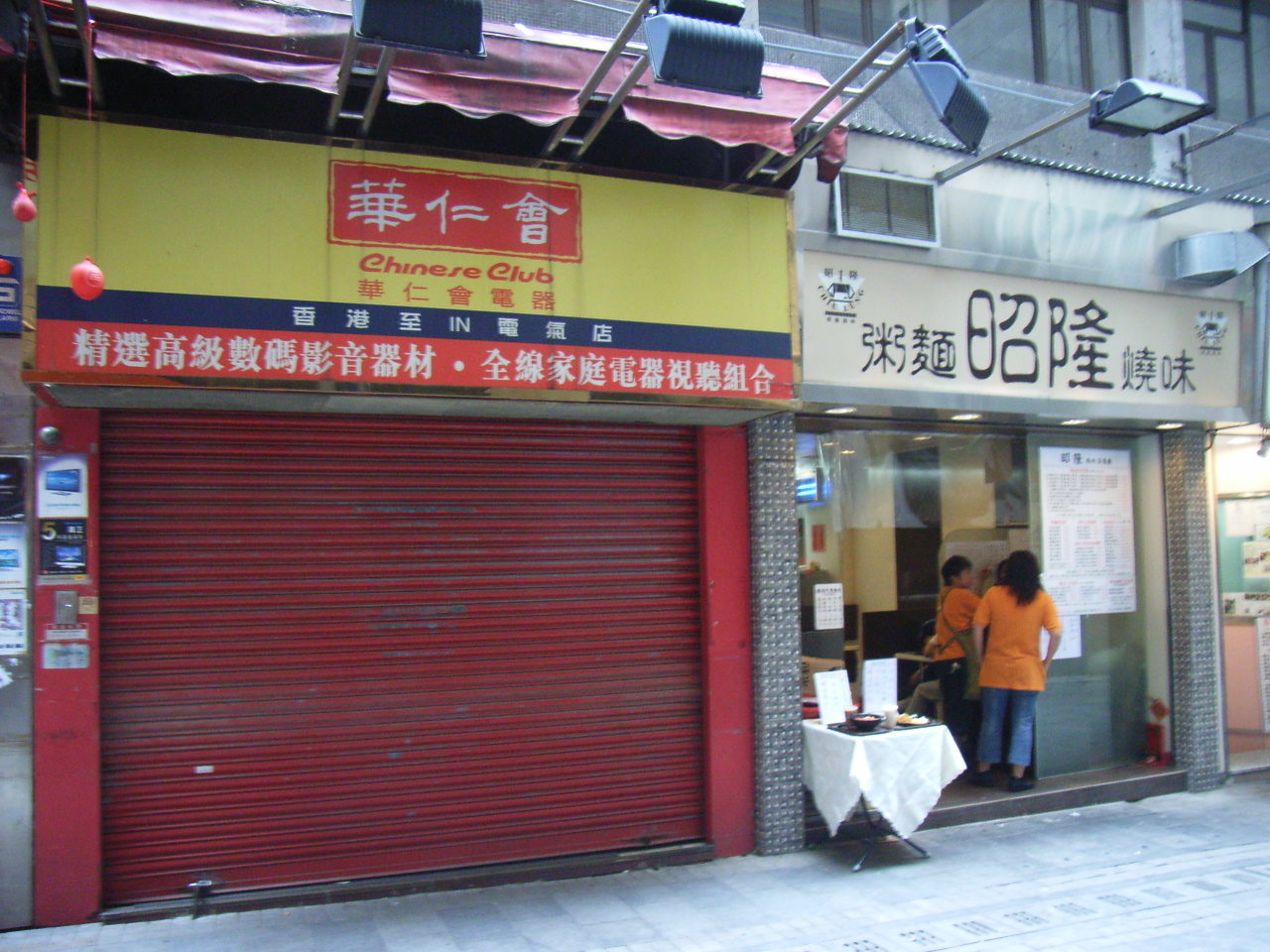
位於中環昭隆街的華仁會

華仁會電器行是香港已結業的電器零售連鎖店，由羅浚銘(又稱羅仲明)及羅揚聲(又稱羅云聲) 於1990年創辦，主要出售影音水貨。 華仁會最風光的時期，華仁會一年營業額高達二億元，純利有二千多萬元。華仁會結業前有旺角、長沙灣、銅鑼灣、屯門華都花園及中環昭隆街五家店舖。
現時，華仁會已於網上重開，於香港格價網以「華仁會網上直銷店」名義開業。
香港蘋果日報引述消息人士指出，華仁會經營手法之一，是讓消費者先行在其他店舖格價，再以低於市價替顧客訂貨，此經營手法優點為毋須積壓現貨。惟當年香港電器市場競爭劇烈，電器商不斷引入新貨及減價搶客，令影音電器的邊際利潤大幅下跌。加上當年液晶體電視轉款太快，客人訂貨後也會要求換新款，經營激烈令到公司賠本也要換貨。有指華仁會因此導致流動現金周轉不靈而結業。
2007年1月，華仁會電器行被渣打銀行入稟法院申請將其清盤。
華仁會名字雖有「華仁」兩字，但與老牌學校華仁書院沒有關係。

## 資料來源
1. ↑  香港蘋果日報. . 香港蘋果日報 (香港: 香港蘋果日報). 2006-08-26  [2012-04-24] （中文（繁體））. 知情人士指出......最風光的 01年及 02年，每年營業額高達二億元，純利二千多萬元......
2. ↑  香港蘋果日報. . 香港蘋果日報 (香港: 香港蘋果日報). 2006-08-26  [2012-04-24] （中文（繁體））. 本地水貨電器龍頭華仁會昨突然全線結業，旺角、長沙灣、銅鑼灣、屯門及中環五家店舖......
3. ↑  香港蘋果日報. . 香港蘋果日報 (香港: 香港蘋果日報). 2006-08-26  [2012-04-24] （中文（繁體））. 華仁會經營手法之一，是讓消費者先行在其他店格價，再以低於市價替顧客訂貨，毋須「積壓現貨」，可謂無本生利......
4. ↑  香港蘋果日報. . 香港蘋果日報 (香港: 香港蘋果日報). 2006-08-26  [2012-04-24] （中文（繁體））. 知情人士稱......本地電器市場競爭劇烈，不但行貨商鬥快引入新貨及減價搶客......
5. ↑  香港蘋果日報. . 香港蘋果日報 (香港: 香港蘋果日報). 2006-08-26  [2012-04-24] （中文（繁體））. 香港電腦商會會長張耀成......說，影音電器的邊際利潤每下愈況，由過去的 20%劇降至現時只有 5%。
6. ↑  香港蘋果日報. . 香港蘋果日報 (香港: 香港蘋果日報). 2006-08-26  [2012-04-24] （中文（繁體））. 知情人士又指出......近年液晶體電視機轉款太快，客人訂貨後也會要求換新款，經營激烈公司賠本也要接受換貨。
7. ↑  . 香港蘋果日報 (香港: 香港蘋果日報). 2006-08-26  [2012-04-24] （中文（繁體））. 知情人士......相信是流動現金周轉不靈而結業。
8. ↑  .   [2016-12-13]. （原始内容存档于2017-03-05）.